# Argentina en la Copa Mundial de Rugby de 1995
La Selección de rugby de Argentina fue una de los 16 países participantes de la Copa Mundial de Rugby de 1995 que se realizó en Sudáfrica.
En su tercera participación, los Pumas resultaron eliminados en la fase de grupos tras perder todos sus partidos por 6 puntos. Es el segundo peor rendimiento del seleccionado en la historia.

## Clasificación
Argentina clasificó al torneo luego de golear a sus pares americanos.

## Plantel
El asistente de Petra fue Ricardo Paganini.
|                             | Jugador                | Edad    | Posición      | Tests | Equipo                      |
| --------------------------- | ---------------------- | ------- | ------------- | ----- | --------------------------- |
| Hookers y Pilares           |                        |         |               |       |                             |
| 1                           | Matías Corral          | 26 años | Pilar         | ?     | San Isidro Club             |
|                             | Ricardo Le Fort        | 29 años | Hooker        | ?     | Tucumán Rugby Club          |
| 2                           | Federico Méndez        | 22 años | Hooker        | ?     | Mendoza Rugby Club          |
| 3                           | Patricio Noriega       | 23 años | Pilar         | ?     | Hindú Club                  |
|                             | Marcelo Urbano         | 23 años | Pilar         | ?     | BA Cricket & Rugby Club     |
| Segundas líneas             |                        |         |               |       |                             |
|                             | Nicolás Bossicovich    | 25 años | Segunda línea | ?     | Jockey Club de Rosario      |
|                             | Pablo Buabse           | 32 años | Segunda línea | ?     | Los Tarcos Rugby Club       |
| 4                           | Germán Llanes          | 27 años | Segunda línea | ?     | La Plata Rugby Club         |
| 5                           | Pedro Sporleder        | 24 años | Segunda línea | ?     | Curupaytí Club de Rugby     |
| Alas y Octavos              |                        |         |               |       |                             |
|                             | Sebastián Irazoqui     | 26 años | Octavo        | ?     | Club Palermo Bajo           |
|                             | Agustín Macome         | 27 años | Ala           | ?     | Tucumán Rugby Club          |
| 6                           | Rolando Martín         | 26 años | Ala           | ?     | San Isidro Club             |
| 8                           | José Santamarina       | 32 años | Octavo        | ?     | Tucumán Rugby Club          |
|                             | Martín Sugasti         | 27 años | Ala           | ?     | Jockey Club de Rosario      |
| 7                           | Cristián Viel          | 27 años | Ala           | ?     | Club Newman                 |
| Medio scrum                 |                        |         |               |       |                             |
|                             | Gonzalo Camardón       | 24 años | Medio scrum   | ?     | Asociación Alumni           |
| 9                           | Rodrigo Crexell        | 27 años | Medio scrum   | ?     | Jockey Club de Rosario      |
|                             | Agustín Pichot         | 20 años | Medio scrum   | ?     | Club Atlético de San Isidro |
| Aperturas y Centros         |                        |         |               |       |                             |
| 13                          | Lisandro Arbizu        | 23 años | Centro        | ?     | Belgrano Athletic Club      |
| 10                          | José Cilley            | 22 años | Apertura      | ?     | San Isidro Club             |
|                             | Fernando del Castillo  | 24 años | Centro        | ?     | Jockey Club de Rosario      |
|                             | Francisco García       | 24 años | Centro        | ?     | Asociación Alumni           |
|                             | Santiago Mesón         | 27 años | Apertura      | ?     | Tucumán Rugby Club          |
| 12                          | Sebastián Salvat       | 28 años | Centro        | ?     | Asociación Alumni           |
| Fullbacks y Wings           |                        |         |               |       |                             |
|                             | Diego Albanese         | 21 años | Wing          | ?     | San Isidro Club             |
| 14                          | Diego Cuesta Silva     | 32 años | Wing          | ?     | San Isidro Club             |
|                             | Guillermo del Castillo | 31 años | Fullback      | ?     | Jockey Club de Rosario      |
| 15                          | Ezequiel Jurado        | 22 años | Fullback      | ?     | Jockey Club de Rosario      |
| 11                          | Martín Terán           | 25 años | Wing          | ?     | Tucumán Rugby Club          |
| Entrenador: Alejandro Petra |                        |         |               |       |                             |

## Participación
Argentina integró el Grupo C con la potencia de La Rosa (por primera vez), la Azzurri (compartieron grupo en Nueva Zelanda 1987) y nuevamente la dura Samoa.

### Grupo B
| Equipo     | Gan. | Emp. | Perd. | A favor | En contra | Puntos |
| ---------- | ---- | ---- | ----- | ------- | --------- | ------ |
| Inglaterra | 3    | 0    | 0     | 95      | 60        | 9      |
| Samoa      | 2    | 0    | 1     | 96      | 88        | 7      |
| Italia     | 1    | 0    | 2     | 69      | 94        | 5      |
| Argentina  | 0    | 0    | 3     | 69      | 87        | 3      |
| 27 de mayo | Argentina                                         | 18 – 24 (0-12) | Inglaterra                       | Estadio Kings Park, Durban                              |                                                         |
|            | Tries: Arbizu Noriega Con: Arbizu Pen: Arbizu (2) |                | Pen: (6) Andrew Drop: (2) Andrew | Asistencia: 35.000 espectadores Árbitro(s): Jim Fleming | Asistencia: 35.000 espectadores Árbitro(s): Jim Fleming |

| 30 de mayo | Samoa                                                    | 32 – 26 (16-10) | Argentina                                                | Estadio Basil Kenyon, East London                       |                                                         |
|            | Tries: Lam Leaupepe Harder Con: Kellett Pen: Kellett (5) |                 | Tries: Try penal Crexell Con: (2) Cilley Pen: (4) Cilley | Asistencia: 7.960 espectadores Árbitro(s): David Bishop | Asistencia: 7.960 espectadores Árbitro(s): David Bishop |

| 4 de junio | Argentina                                                     | 25 – 31 (12-12) | Italia                                                                | Estadio Basil Kenyon, East London                         |                                                           |
|            | Tries: Martín Try penal Corral Cilley Con: Cilley Pen: Cilley |                 | Tries: Vaccari Gerosa Domínguez Con: (2) Domínguez Pen: (4) Domínguez | Asistencia: 7.571 espectadores Árbitro(s): Clayton Thomas | Asistencia: 7.571 espectadores Árbitro(s): Clayton Thomas |

## Legado
Fue el último mundial de la era aficionada porque el siguiente sería profesional. El fracaso en el torneo provocó una crisis en el rugby argentino que se solucionaría con la elección de Luis Gradín como presidente de la UAR y el nombramiento del neozelandés Alex Wyllie como entrenador de los Pumas.